# Виталиј Дирдира
Виталиј Дирдира (укр. Дирдира Віталій Федорович; 4. новембар 1938 — 6. децембар 2024) био је совјетски и украјински једриличар и олимпијски шампион.

## Биографија
Рођен је 4. новембра 1938. у Черкашкој области. Дипломирао је на Националном универзитету физичког васпитања и спорта Украјине 1962. године. Тренирао је једрење у клубу „Водник” у Кијеву. Од 1968. је био члан Комунистичке партије Совјетског Савеза. Освојио је златну медаљу заједно са Валентином Манкином на Летњим олимпијским играма 1972. у Минхену. Радио је као професор и доцент Катедре за физичко васпитање и образовање Кијевске више поморске политичке школе.